# 中枢神経系
中枢神経系（ちゅうすうしんけいけい、英語: Central nervous system）とは、神経系の中で多数の神経細胞が集まって大きなまとまりになっている領域である。逆に、全身に分散している部分は末梢神経系という。脊椎動物では脳と脊髄が中枢神経となる。脊髄は背側の体腔に位置し、脳は頭蓋腔の中にある。どちらも髄膜に覆われている。また脳は頭蓋骨、脊髄は脊椎骨にも守られている。

中枢神経系の模式図。1:脳、2:中枢神経系、3:脊髄。

## 構成
神経系は全身の神経細胞がつながり合ったものであるが、ほとんどの動物ではその中に神経細胞が多数集まってまとまりをなす部分がある。これが中枢神経系であり、これを持つものを集中神経系、持たないものを散在神経系という。散在神経系は刺胞動物に見られるが、この類でも口を囲んでややまとまった神経索が見られる。
多くの動物では頭部に塊状のまとまりである脳、および体軸に沿って神経索が伸びる。また、神経索の要所要所にまとまりとなった神経節を形成するものもある。

## 機能
1950年代にはサイバネティックスの強い影響を受結果を運動器から出力する情報処理装置だと考えられていた。しかし現在では、感覚器が十分発達する前から運動器は活動することから、感覚器だけが運動器に影響を与えるとは考えられていない。これにより、中枢神経系を自律システムとする考えが出てきた。

## 発達
発達中の胎児では、中枢神経系は外胚葉の一部である神経板から発達する。胚の発生に従って神経板は折りたたまれ神経管を形成する。神経管の内腔には脳室系ができる。神経管は分化し、最初に脳と脊髄に分かれる。続いて脳は前脳と脳幹に分かれる。最後に前脳から大脳と間脳、脳幹から中脳と菱脳が分化し、脳が完成する。

## 神経解剖学
大脳からは線条体、海馬、大脳新皮質が発生し、その腔は脳側室となる。間脳からは視床腹部、視床下部、視床、視床上部が発生し、その腔は第三脳室となる。中脳からは中脳蓋、視蓋前域、大脳脚が発生し、その腔は中脳水道となる。菱脳からは橋、小脳、延髄が発生し、その腔は第四脳室となる。
| 中枢神経系 | 脳   | 前脳 | 大脳 | 嗅脳、扁桃核、線条体、海馬、大脳新皮質                       | 嗅脳、扁桃核、線条体、海馬、大脳新皮質                       |
| 中枢神経系 | 脳   | 前脳 | 間脳 | 視床上部、視床、視床下部、視床腹部、下垂体、松果体、第三脳室 | 視床上部、視床、視床下部、視床腹部、下垂体、松果体、第三脳室 |
| 中枢神経系 | 脳   | 脳幹 | 中脳 | 中脳蓋、大脳脚、視蓋前域、中脳水道                           | 中脳蓋、大脳脚、視蓋前域、中脳水道                           |
| 中枢神経系 | 脳   | 脳幹 | 菱脳 | 後脳                                                         | 橋、小脳                                                     |
| 中枢神経系 | 脳   | 脳幹 | 菱脳 | 髄脳                                                         | 延髄                                                         |
| 中枢神経系 | 脊髄 |      |      |                                                              |                                                              |

## 進化
中枢神経系の基本的な構造は、脊椎動物については進化を通じて保存されているが、進化の大きな傾向としては、大脳の発達が挙げられる。例えば爬虫類の脳では、大脳は大きな嗅球の付属物に過ぎないのに対して、哺乳類では中枢神経系の大部分を占める。ヒトでは、大脳は間脳と中脳の大部分を覆うまでになっている。異なる種の脳のサイズの相対成長の研究では、ネズミからクジラまで連続性が現れ、中枢神経系の進化の様子が窺える。